# One by One
«One by One» — четвертий студійний альбом американського рок-гурту Foo Fighters, випущений 22 жовтня 2002 року через Roswell і RCA Records. Виробництво альбому було проблемним, початкові сесії запису вважалися незадовільними та підвищували напругу між учасниками гурту. Зрештою вони вирішили переробити альбом з нуля протягом двох тижнів у домашній студії фронтмена Дейва Ґрола в Александрії, штат Вірджинія. Альбом, який включає успішні сингли «All My Life» і «Times Like These», був відзначений своїми інтроспективними текстами та більш важким, агресивнішим звучанням порівняно з попередніми роботами гурту, які, за словами Ґрола, мали на меті передати енергію живих виступів Foo Fighters у запис. Це був перший альбом, записаний з Крісом Шифлеттом у складі групи, і перший, в якому Ґрол не грав на барабанах, оскільки обов'язки барабанщика були назавжди покладені на Тейлора Гокінса.
Альбом мав комерційний успіх, очолив чарти в Австралії, Ірландії та Великобританії, а в Сполучених Штатах було продано понад мільйон копій. One by One був позитивно сприйнятий критиками, які високо оцінили його звучання та виробництво, і виграв премію Ґреммі за найкращий рок-альбом у 2004 році, другу для гурту.

## Список пісень
Автор музики і слів Дейв Ґрол, Тейлор Гокінс, Нейт Мендел, Кріс Шифлетт. 
| #   | Назва                  | Тривалість |
| --- | ---------------------- | ---------- |
| 1.  | «All My Life»          | 4:23       |
| 2.  | «Low»                  | 4:28       |
| 3.  | «Have It All»          | 4:58       |
| 4.  | «Times Like These»     | 4:26       |
| 5.  | «Disenchanted Lullaby» | 4:33       |
| 6.  | «Tired of You»         | 5:12       |
| 7.  | «Halo»                 | 5:06       |
| 8.  | «Lonely as You»        | 4:37       |
| 9.  | «Overdrive»            | 4:30       |
| 10. | «Burn Away»            | 4:59       |
| 11. | «Come Back»            | 7:49       |

Bonus Disc
| #  | Назва              | Тривалість |
| -- | ------------------ | ---------- |
| 1. | «Snoof»            | 4:23       |
| 2. | «Times Like These» | 4:32       |
| 3. | «Low»              | 4:38       |
| 4. | «Aurora»           | 9:06       |
| 5. | «Monkey Wrench»    | 8:21       |

| iTunes Bonus Tracks/Limited Edition Bonus Disc | iTunes Bonus Tracks/Limited Edition Bonus Disc            | iTunes Bonus Tracks/Limited Edition Bonus Disc |
| #                                              | Назва                                                     | Тривалість                                     |
| ---------------------------------------------- | --------------------------------------------------------- | ---------------------------------------------- |
| 1.                                             | «Walking a Line»                                          | 3:56                                           |
| 2.                                             | «Sister Europe» (The Psychedelic Furs кавер)              | 5:10                                           |
| 3.                                             | «Danny Says» (Ramones кавер з Greg Bissonette на ударних) | 2:58                                           |
| 4.                                             | «Life of Illusion» (кавер Джо Волша)                      | 3:40                                           |
| 5.                                             | «For All the Cows» (live in Amsterdam)                    | 3:31                                           |
| 6.                                             | «Monkey Wrench» (live in Melbourne)                       | 4:01                                           |
| 7.                                             | «Next Year» (live)                                        | 4:12                                           |

## Чарти
| Чарт (2002—2003)                                     | Найвища позиція |
| ---------------------------------------------------- | --------------- |
| Австралія Australian Albums (ARIA)                   | 1               |
| Австрія Austrian Albums (Ö3 Austria)                 | 19              |
| Бельгія Belgian Albums (Ultratop Flanders)           | 22              |
| Бельгія Belgian Albums (Ultratop Wallonia)           | 24              |
| Канада Canadian Albums (Billboard)                   | 3               |
| Данія Danish Albums (Hitlisten)                      | 20              |
| Нідерланди Dutch Albums (MegaCharts)                 | 12              |
| European Albums (Music & Media)                      | 4               |
| Фінляндія Finnish Albums (Suomen virallinen lista)   | 5               |
| Франція French Albums (SNEP)                         | 26              |
| Німеччина German Albums (Offizielle Top 100)         | 5               |
| Ірландія Irish Albums (IRMA)                         | 1               |
| Італія Italian Albums (FIMI)                         | 35              |
| Japanese Albums (Oricon)                             | 9               |
| Нова Зеландія New Zealand Albums (Recorded Music NZ) | 3               |
| Норвегія Norwegian Albums (VG-lista)                 | 2               |
| Шотландія Scottish Albums (OCC)                      | 1               |
| Швеція Swedish Albums (Sverigetopplistan)            | 3               |
| Швейцарія Swiss Albums (Schweizer Hitparade)         | 28              |
| Велика Британія UK Albums (OCC)                      | 1               |
| США Billboard 200                                    | 3               |
| US Billboard Top Internet Albums                     | 3               |

| Чарт (2002)                                     | Позиція |
| ----------------------------------------------- | ------- |
| Australian Albums (ARIA)                        | 46      |
| Canadian Albums (Nielsen SoundScan)             | 118     |
| Canadian Alternative Albums (Nielsen SoundScan) | 35      |
| Canadian Metal Albums (Nielsen SoundScan)       | 17      |
| UK Albums (OCC)                                 | 56      |

| Чарт (2003)                                    | Позиція |
| ---------------------------------------------- | ------- |
| Australian Albums (ARIA)                       | 37      |
| Belgian Alternative Albums (Ultratop Flanders) | 47      |
| UK Albums (OCC)                                | 62      |
| US Billboard 200                               | 95      |

## Сертифікації
| Регіон | Сертифікація  | Продажі    |
| --- | ------------- | ---------- |
| Австралія (ARIA) | 2× Платиновий | 140 000^   |
| Бразилія (ABPD) | Золотий       | 50 000*    |
| Канада (Music Canada) | Платиновий    | 100 000^   |
| Фінляндія (IFPI Finland) | Золотий       | 15,091     |
| Німеччина (BVMI) | Золотий       | 150 000    |
| Японія (RIAJ) | Золотий       | 100 000^   |
| Нова Зеландія (RIANZ) | Золотий       | 7500^      |
| Норвегія (IFPI Norway) | Золотий       | 20 000*    |
| Швеція (IFPI Sweden) | Золотий       | 30 000^    |
| Велика Британія (BPI) | 3× Платиновий | 892,000    |
| США (RIAA) | Платиновий    | 1 000 000^ |
| *продажі, що базуються лише на сертифікаціях · ^відвантаження, що базуються лише на сертифікаціях · продажі+прослуховування, що базуються лише на сертифікаціях |               |            |